# Tourist Trophy 1973
Il Tourist Trophy fu il quinto appuntamento del motomondiale 1973.
Si svolse dal 4 all'8 giugno 1973 sul circuito del Mountain, e corsero tutte le classi tranne la 50.
Prima gara dopo la tragedia di Monza, il TT subì il boicottaggio di quasi tutti i campioni del "circus" iridato, già poco propensi a partecipare dopo la morte di Gilberto Parlotti avvenuta l'anno prima.
Alle gare iridate si aggiunsero quelle della categoria "Production" (classe 250, classe 500 e classe 750), della Formula 750 e quella per i sidecar classe 750 (entrambe svoltesi il 5 giugno). Le gare "Production" furono vinte da Charlie Williams (Yamaha 250), Bill Smith (Honda 500) e Tony Jefferies (Triumph 750); quella della Formula 750 da Peter Williams (Norton-John Player 750 monoscocca); quella dei sidecar 750 dall'equipaggio Klaus Enders/Ralf Engelhardt (BMW).
Il Senior TT vide andare inizialmente in testa Mick Grant, ritiratosi al terzo giro per un incidente; ne approfittò Jack Findlay, che tagliò per primo il traguardo. L'australiano (con licenza francese) portò alla vittoria una Suzuki bicilindrica due tempi: era dal 1913 che una moto con questo tipo di motore non vinceva il "Senior".
Mick Grant si era dovuto ritirare anche nello Junior TT, gara vinta da Tony Rutter.
Charlie e John Williams si disputarono la vittoria del Lightweight TT, terminando la gara nell'ordine.
Nell'Ultra-Lightweight TT Tommy Robb, chiamato a sostituire l'infortunato Chas Mortimer, ottenne la sua prima vittoria sull'Isola di Man (dopo 15 anni di tentativi) e la sua terza vittoria iridata (undici anni dopo l'ultima).
Il Sidecar TT fu vinto da Klaus Enders davanti a Siegfried Schauzu (come già nella gara dei sidecar 750); terzo Rolf Steinhausen.

## Classe 500
69 piloti alla partenza, 26 al traguardo.

### Arrivati al traguardo
| Pos. | Pilota           | Moto      | Tempo        | Punti |
| ---- | ---------------- | --------- | ------------ | ----- |
| 1    | Jack Findlay     | Suzuki    | 2h 13' 45" 2 | 15    |
| 2    | Peter Williams   | Matchless | +1' 14" 2    | 12    |
| 3    | Charlie Sanby    | Suzuki    | +1' 42" 4    | 10    |
| 4    | Alex George      | Yamaha    | +3' 49"      | 8     |
| 5    | Roger Nicholls   | Suzuki    | +4' 45"      | 6     |
| 6    | David Hughes     | Matchless | +6' 49"      | 5     |
| 7    | Dudley Robinson  | Suzuki    | +7' 47" 6    | 4     |
| 8    | John Taylor      | Suzuki    | +9' 31" 6    | 3     |
| 9    | Selwyn Griffiths | Matchless | +10' 40"     | 2     |
| 10   | Graham Bailey    | Kawasaki  | +10' 41"     | 1     |

## Classe 350
70 piloti alla partenza, 44 al traguardo.

### Arrivati al traguardo
| Pos. | Pilota           | Moto   | Tempo        | Punti |
| ---- | ---------------- | ------ | ------------ | ----- |
| 1    | Tony Rutter      | Yamaha | 1h 50' 58" 8 | 15    |
| 2    | Ken Huggett      | Yamaha | +1' 32" 8    | 12    |
| 3    | John Williams    | Yamaha | +1' 50" 6    | 10    |
| 4    | Barry Randle     | Yamaha | +2' 11" 4    | 8     |
| 5    | Phil Carpenter   | Yamaha | +2' 47"      | 6     |
| 6    | Derek Chatterton | Yamaha | +3' 37" 2    | 5     |
| 7    | Alex George      | Yamaha | +3' 37" 4    | 4     |
| 8    | Helmut Kassner   | Yamaha | +6' 01" 4    | 3     |
| 9    | Tom Dickie       | Yamaha | +6' 05" 6    | 2     |
| 10   | Paul Cott        | Yamsel | +6' 25" 4    | 1     |

## Classe 250
54 piloti alla partenza, 38 al traguardo.

### Arrivati al traguardo
| Pos. | Pilota           | Moto   | Tempo      | Punti |
| ---- | ---------------- | ------ | ---------- | ----- |
| 1    | Charlie Williams | Yamaha | 1h 30' 30" | 15    |
| 2    | John Williams    | Yamaha | +24" 6     | 12    |
| 3    | Bill Rae         | Yamaha | +1' 05" 4  | 10    |
| 4    | Derek Chatterton | Yamaha | +1' 53"    | 8     |
| 5    | Alex George      | Yamaha | +1' 57"    | 6     |
| 6    | Tony Rutter      | Yamaha | +2' 18"    | 5     |
| 7    | Phil Carpenter   | Yamaha | +2' 42" 8  | 4     |
| 8    | Helmut Kassner   | Yamaha | +3' 09" 6  | 3     |
| 9    | Tom Herron       | Yamaha | +3' 13" 4  | 2     |
| 10   | Barry Randle     | Yamaha | +3' 46" 2  | 1     |

## Classe 125
41 piloti alla partenza, 25 al traguardo.

### Arrivati al traguardo
| Pos. | Pilota          | Moto   | Tempo        | Punti |
| ---- | --------------- | ------ | ------------ | ----- |
| 1    | Tommy Robb      | Yamaha | 1h 16' 23" 6 | 15    |
| 2    | Jan Kostwinder  | Yamaha | +58"         | 12    |
| 3    | Neil Tuxworth   | Yamaha | +2' 03" 6    | 10    |
| 4    | Ivan Hodgkinson | Yamaha | +3' 02" 4    | 8     |
| 5    | Alan Jones      | Maico  | +5' 08"      | 6     |
| 6    | Lindsay Porter  | Honda  | +5' 52" 8    | 5     |
| 7    | Clive Horton    | Yamaha | +5' 59" 6    | 4     |
| 8    | Richard Stevens | Maico  | +6' 23" 4    | 3     |
| 9    | Bob Ware        | Yamaha | +6' 24" 4    | 2     |
| 10   | John Kiddie     | Honda  | +6' 44"      | 1     |

## Classe sidecar
68 equipaggi alla partenza, 36 al traguardo.

### Arrivati al traguardo
| Pos | Pilota            | Passeggero       | Moto      | Tempo        | Punti |
| --- | ----------------- | ---------------- | --------- | ------------ | ----- |
| 1   | Klaus Enders      | Ralf Engelhardt  | Busch-BMW | 1h 11' 32" 4 | 15    |
| 2   | Siegfried Schauzu | Wolfgang Kalauch | BMW       | +2' 45" 8    | 12    |
| 3   | Rolf Steinhausen  | Karl Scheurer    | König     | +4' 03"      | 10    |
| 4   | Michel Vanneste   | Serge Vanneste   | BMW       | +7' 12" 2    | 8     |
| 5   | Robin Williamson  | John McPherson   | BMW       | +8' 18" 4    | 6     |
| 6   | Roger Dutton      | Tony Wright      | BMW       | +9' 37"      | 5     |
| 7   | George O'Dell     | Bill Boldison    | BSA       | +13' 32" 2   | 4     |
| 8   | Dick Hawes        | Edwin Kiff       | Weslake   | +13' 49" 6   | 3     |
| 9   | Roy Woodhouse     | Doug Woodhouse   | Honda     | +15' 35"     | 2     |
| 10  | Maurice Candy     | Eddie Fletcher   | BSA       | +15' 49" 6   | 1     |

## Fonti e bibliografia
- L'edizione 1973 sul sito ufficiale del Tourist Trophy, su iomtt.com.